# Eremiaphila brauen
Eremiaphila brauen es una especie de mantis de la familia Eremiaphilidae.

## Distribución geográfica
Se encuentra en Yemen, Jordania, Omán y Emiratos Árabes Unidos.